# Villarpandín
Villarpandín (llamada oficialmente Santo Estevo de Vilarpandín) es una parroquia y una aldea española del municipio de Navia de Suarna, en la provincia de Lugo, Galicia.

## Otras denominaciones
La parroquia también es conocida por los nombres de San Estebo de Vilarpandín y San Estevo de Vilarpandín.

## Organización territorial
La parroquia está formada por tres entidades de población:
- Acebedo (Acevedo)
- Villarpandín (Vilarpandín)
- Virigo

## Demografía

### Parroquia
| Gráfica de evolución demográfica de Villarpandín (parroquia) entre 2000 y 2020 |
|                                                                                |
| Datos según el nomenclátor publicado por el INE.                               |

### Aldea
| Gráfica de evolución demográfica de Villarpandín (aldea) entre 2000 y 2020 |
|                                                                            |
| Datos según el nomenclátor publicado por el INE.                           |